# الخبز المر (فلم)
الخبز المُر هو فيلم مصري عرض عام 1982، من إخراج أشرف فهمي، وبطولة فريد شوقي ومحمود عبد العزيز وشويكار وسعيد صالح وشريهان.

## قصة الفيلم
تعيش عزيزة مع زوجة أبيها الراحل فهيمة وزوجها عتريس، يصل ابن خالها سالم ورضوان إلى الإسكندرية ويدبر لهما عتريس عملًا. يعمل سالم على توفير المبلغ المطلوب لشراء أرض عزيزة التي يطمع فيها ابن بلدتهم عواد. تدبر فهيمة ثمن الأرض وتعطيه لسالم ليعجل بزواجه من عزيزة التي ينافسه طلبة في حبها.

## طاقم التمثيل
- فريد شوقي: (عتريس)
- محمود عبد العزيز: (سالم)
- شويكار: (فهيمة)
- سعيد صالح: (رضوان)
- شريهان: (عزيزة)
- محمد خيري: (المهندس حسني)
- توفيق الدقن: (عواد)
- سهير طه حسين: (سكينة)
- علي الشريف: (طلبة)
- عبد الحفيظ التطاوي
- حافظ أمين
- مدحت غالي
- فوزي الشرقاوي: (ضابط القسم)
- محمد أبو حشيش
- عبد الراضي محمود
- إبراهيم قدري: (شبراوي)
- مطاوع عويس
- حللي محمد
- مختار السيد: (ضابط شرطة)

## فريق العمل
- إخراج: أشرف فهمي
- قصة وسيناريو: عبد الحي أديب
- حوار: بهجت قمر
- مدير التصوير: علي خير الله
- مونتاج: عبد العزيز فخري
- موسيقى تصويرية: عمر خورشيد
- إنتاج: أفلام المعجزة
- توزيع داخلي: الهيئة العامة للسينما
- توزيع خارجي: الشركة اللبنانية للتجارة والاستثمار السينمائي (صبّاح إخوان)